# Луїджі Данова
Луїджі Данова (італ. Luigi Danova, нар. 5 червня 1952, Сант'Анджело-Лодіджано) — італійський футболіст, що грав на позиції захисника, зокрема за «Торіно», а також національну збірну Італії. 
По завершенні ігрової кар'єри — тренер.

## Клубна кар'єра
Народився 5 червня 1952 року в місті Сант'Анджело-Лодіджано. Вихованець футбольної школи місцевого клубу «Сант'Анджело». Дорослу футбольну кар'єру розпочав 1969 року в основній команді того ж клубу, в якій провів один сезон, взявши участь у 26 матчах чемпіонату. 
1970 року був запрошений до «Ювентуса», проте, так і не дебютувавши в іграх чемпіонату за туринську команду, наступного року перейшов до друголігового «Комо», а за два роки до «Чезени», за яку провів три сезони вже на рівні Серії A.
Влітку 1976 року новим клубом гравця став «Торіно», де протягом наступних дев'яти років своєї кар'єри був основним захисником команди, яка постійно боролося за найвищі місця турнірної таблиці.
1985 року досвідчений гравець перейшов до лав одного з аутсайдерів Серії A «Лечче», за який провів по одному сезону у найвищому і другому італійських дивізіонах.
Завершував ігрову кар'єру у складі нижчолігових «Мантови» і «Варезе», останню гру на професійному рівні провівши вже 1991 року.

## Виступи за збірні
1974 року залучався до складу молодіжної збірної Італії. На молодіжному рівні зіграв у 6 офіційних матчах.
1976 року взяв участь в одній грі у складі національної збірної Італії.

## Кар'єра тренера
Розпочав тренерську кар'єру невдовзі по завершенні кар'єри гравця, 1992 року, очоливши тренерський штаб клубу «Суццара».
Згодом працював помічником головного тренера у тренерських штабах клубів «Трієстина», «Салернітана» і «Портогруаро».
Протягом 2012–2013 років тренував юнацьку команду «Тренто».
| Дата       | Місто   | Господарі  | Результат | Гості  | Турнір           | Голи | Примітки |
| ---------- | ------- | ---------- | --------- | ------ | ---------------- | ---- | -------- |
| 22-12-1976 | Лісабон | Португалія | 2 – 1     | Італія | товариський матч | -    | 46'      |
| Усього     |         | Матчів     | 1         |        | Голів            | 0    |          |